# Церковь Рождества Пресвятой Богородицы (Орехово-Зуево, окружническая)
Церковь Рождества Пресвятой Богородицы — недействующий старообрядческий православный храм в городе Орехово-Зуево Московской области. Построен в 1906—1908 годах общиной Древлеправославной церкви Христовой (старообрядцев, приемлющих белокриницкую иерархию). В настоящее время перестроен и используется не по назначению.

## История
Кирпичный однокупольный старообрядческий храм в честь Рождества Пресвятой Богородицы в селе Зуево Богородского уезда Московской губернии построен в 1906—1908 годах на участке Соловьёвых по улице Кузнецкой. Ранее на этом месте стояла деревянная молельня. Новый храм принадлежал старообрядцам белокриницкой иерархии, приемлющим Окружное послание 1862 года. 10 (23) февраля 1908 года освящение храма совершили епископ Одесский Кирил (Политов) и епископ Рязанский и Егорьевский Александр (Богатенко) в сослужении рогожского и местного духовенства. В храме были устроены приделы во имя святителя Николы Чудотворца и мученика Никиты.
С февраля 1916 года и до закрытия храма в 1938 года настоятелем был Григорий Петрович Хазов. В 1920-х при церкви жил Кирил (Политов), принявший схиму. 24 января 1938 года отец Григорий был арестован НКВД. Расстрелян на Бутовском полигоне 5 февраля того же года. 2 ноября 1957 года реабилитирован посмертно. После ареста отца Григория храм был закрыт и частично разрушен. В 1940 году передан Трикотажной фабрике. После Великой Отечественной войны снесена колокольня.
В 1990 году общине Русской православной старообрядческой церкви передали стоящий рядом храм с тем же посвящением, построенный старообрядцами поморского согласия.
В XXI веке храм перестроен и используется не по назначению.